# Pedro Pablo Figueroa
Pedro Pablo Figueroa (Copiapó, 25 dicembre 1857 – Santiago del Cile, 4 gennaio 1909) è stato uno scrittore cileno.

## Biografia
Nacque a Copiapó, nella provincia di Atacama, il 25 dicembre 1857, figlio di Pedro Ameno Figueroa e Rafaela Luna Varas.
Fondò La Voz del Estudiante nella sua città natale e lavorò in diversi giornali, come editorialista di El Constituyente e giornalista di El Progreso di Talca e La República di Valparaíso.
Sposato con Zoila Rosa Ruiz Rojas, morì il 4 gennaio 1909 a Santiago, a causa di un'infezione intestinale.

## Opere
Pedro Pablo Figueroa iniziò a raccogliere il materiale per scrivere il Diccionario biográfico de Chile intorno al 1884. In questo libro affrontò il periodo della conquista, la colonizzazione e l'organizzazione delle istituzioni liberali nel XIX secolo, realizzando biografie di uomini e donne che, con le loro vite e opere, contribuirono allo sviluppo del paese. Le fonti utilizzate erano gli archivi nazionali, la documentazione privata di diverse famiglie e gli archivi di varie corporazioni sociali. 
La prima edizione del Diccionario biográfico fu pubblicata nel 1885 e l'autore continuò a raccogliere informazioni, il che permise una seconda edizione nel 1887. Successivamente, nel 1890, completò il lavoro con il Diccionario biográfico de extranjeros en Chile, che raccoglie le biografie di altri uomini importanti della storia del Cile.
Nel 1891, nel bel mezzo della guerra civile, una folla attaccò la casa di Figueroa, distruggendo la terza edizione del Diccionario biográfico de Chile. Infine, nel 1897, pubblicò il primo volume della quarta edizione, che arrivò a comprendere i tre volumi precedenti e coprì eventi e personaggi storici fino all'ultimo decennio del XIX secolo. Luis Fernando Rojas realizzò diversi ritratti inclusi nei volumi.